# Leptogorgia pumila
Leptogorgia pumila is een zachte koraalsoort uit de familie Gorgoniidae. De koraalsoort komt uit het geslacht Leptogorgia. Leptogorgia pumila werd in 1868 voor het eerst wetenschappelijk beschreven door Verrill. 